# Hallyards Palace

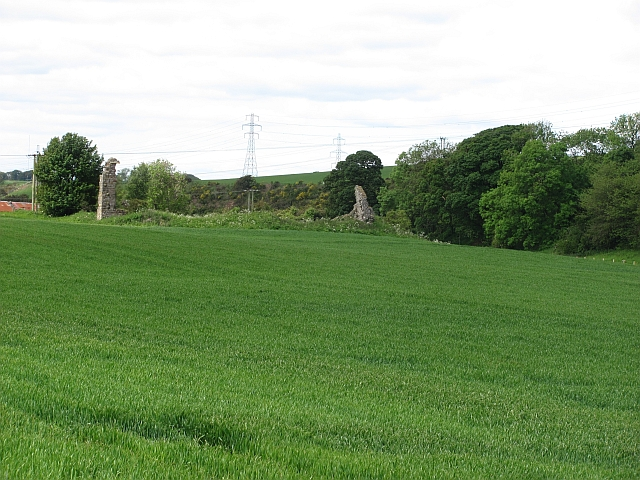
Ruinen von Halyards Palace

Hallyards Palace oder Hallyards Castle („the yards at the hall“; dt.: die Höfe an der Halle) ist die Ruine eines Landhauses nordwestlich von Auchtertool in der schottischen Council Area Fife. Es soll ein Jagdschloss von König Malcolm Canmore gewesen sein. Nach der Etablierung der römisch-katholischen Kirche wurde Hallyards Palace der Sitz der Bischöfe von Dunkeld. Dies blieb so, bis das Landhaus 1539 in die Hände des ersten weltlichen Eigentümers kam.

## Geschichte
Der Einfluss, den Hallyards Palace auf den Distrikt hatte, kann gar nicht hoch genug eingeschätzt werden. Als James Kirkaldy das Landhaus besaß, sah das Landhaus dramatische Vorkommnisse: Laut John Knox besuchte es König Jakob V. kurz vor seinem Tod und möglicherweise wurde der Mord an Kardinal David Beaton in seinen Mauern erörtert. In der Reformationskrise gab es Kämpfe zwischen französischen Truppen und den schottischen Lords of the Congregation in Hallyards. William Kirkcaldy of Grange kämpfte für die Reformer.
Laut Knox rief Marie de Guise nach der Sprengung des Hauses durch die französischen Truppen aus: „Wo ist nun John Knox’ Gott? Mein Gott ist jetzt stärker als seiner, ja, auch in Fife“. Im Februar 1560 wurde berichtet, dass das Landhaus „bis auf die Grundmauern zerstört“ sei. Kirkcaldy rächte sich an einem savoyischen Kapitän namens Sebastian und seinen 50 französischen Soldaten.
In späteren Jahren gelangte Hallyards Palace in die Hände von John Boswell aus Balmuto und William Forbes aus Craigievar Castle, Mitglieder der Familie Skene, damals Earls of Moray. Der Name des Landhauses wurde in „Camilla Castle“ geändert, angeblich zu Ehren einer Gräfin dieses Namens, auch wenn keine Gräfin von Moray dieses Namens bekannt ist. „Camilla Castle“ ist der heute in Auchtertool üblichere Name des Landhauses.
Da die Earls of Moray in einiger Entfernung vom Landhaus lebten, wurde Hallyards Palace nicht mehr genutzt. 1819 besuchte nochmals ein Mitglied der Familie Skene das Landhaus und fand es in ziemlich verfallenem Zustand vor. Das großartige Haus wurde 1847 größtenteils abgerissen. Die Überreste findet man auf den landwirtschaftlich genutzten Flächen nordwestlich des Dorfes.